# 並木橋駅
並木橋駅（なみきばしえき）は、東京都渋谷区中通2の2にかつて存在した、東京急行電鉄東横線の駅である。1946年（昭和21年）に廃止された。

## 概要
2013年（平成25年）3月に地下に移転する前の渋谷駅と代官山駅の間、渋谷駅から500mの地点、渋谷川右岸、現在の明治通り並木橋交差点付近に存在した。
1927年（昭和2年）、路線の開業と同時に開設される。付近には國學院大學や実践女子学園・青山学院、後に移転した東京農業大学や常磐松高等女学校（現・トキワ松学園中学校・高等学校）などの学校が存在しており、それらへの通学の便を図っての設置であった。また、渋谷川を挟んだ駅東側の明治通り上には、1924年（大正13年）に開業した玉川電気鉄道天現寺橋線の並木橋電停も設けられていた（後に東京都交通局へ譲渡、1969年（昭和44年）10月26日廃止）。
1945年（昭和20年）5月24日・25日の空襲により駅舎が全焼したため休止され、翌年正式に廃止される。
駅の廃止後も高架自体は2013年（平成25年）3月15日まで使われていたため、ホームの側壁が2013年（平成25年）の線路の付け替え時点まで残っていた。駅の跡付近では夜間に列車の留置を行っており、その際に乗務員が使うステップが側壁上に設けられていた。
2013年（平成25年）3月16日から東京メトロ副都心線との直通運転に対応して、渋谷 - 代官山間の東横線は地下に移設。その後の高架撤去工事に伴い、翌2014年（平成26年）までに駅の遺構は消滅した。現在、跡地付近は遊歩道として整備されている。

## 歴史
- 1927年（昭和2年）8月28日：開設[1]。
- 1930年（昭和5年）：下りホームに階段を増設し、構内踏切を廃止[1]
- 1945年（昭和20年）
  - 5月24日 - 5月25日：空襲により駅舎全焼[1]。
  - 6月1日：休止[1]
- 1946年（昭和21年）5月31日：廃止[1]

## 駅構造

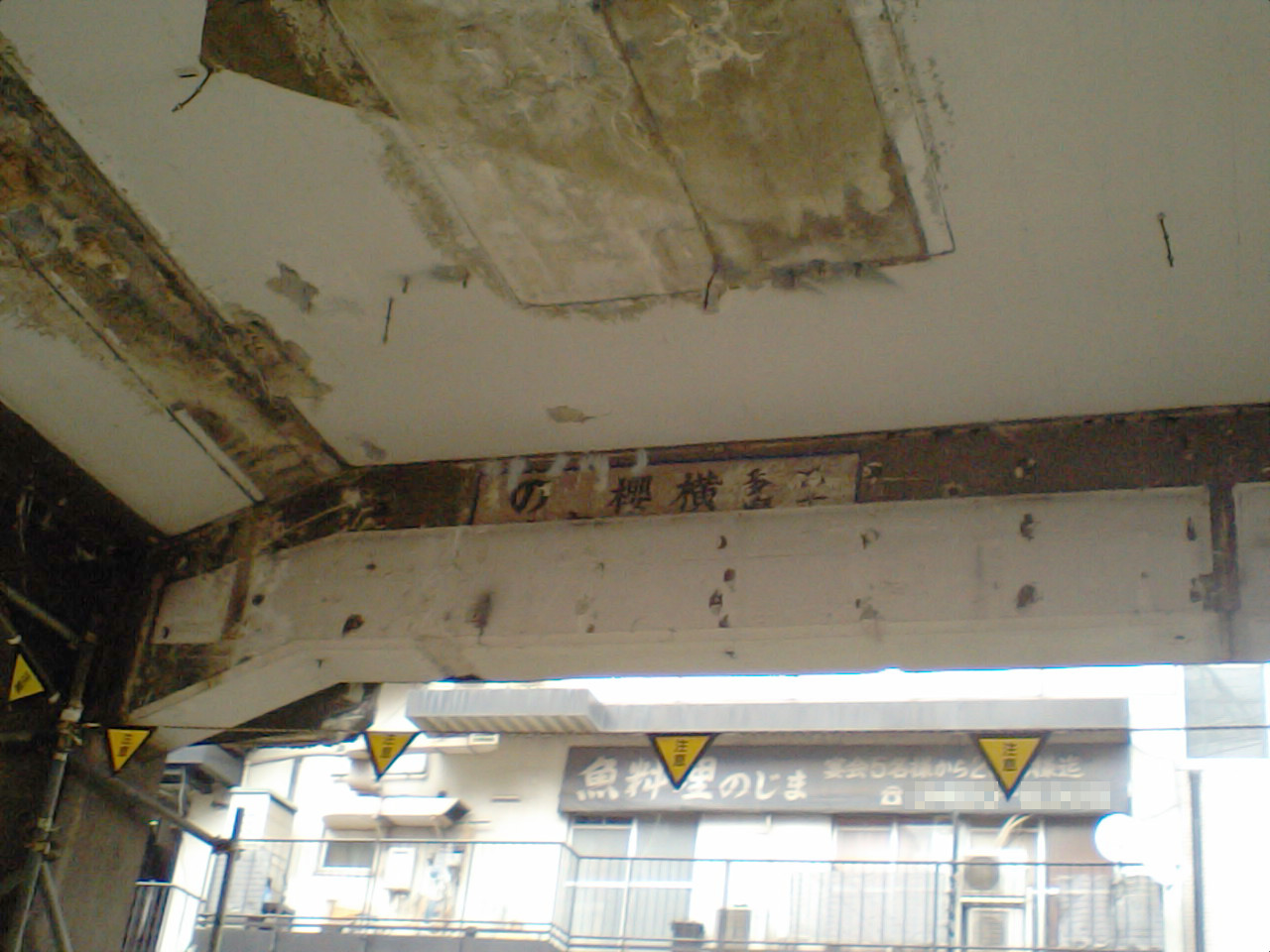
高架下に残っていた行先案内。「多」（多摩川園前駅）「横」（横浜駅）「櫻」（桜木町駅）「の」（のりば）の文字が確認できる（2007年7月）

相対式ホーム2面2線の高架駅で、ガード下に木造駅舎があった。当初はホーム南側に構内踏切があり、上りホームにのみ階段があったがその後1930年（昭和5年）に下りホームに階段を設置し、構内踏切を廃止した。

## その他
- 1939年（昭和14年）10月20日公開の東宝映画『愛の設計』（藤田潤一監督）にて、出征する内山松吉（佐藤直人）を恋人や近所の人々が見送るシーンのロケーション撮影はこの駅で行われた[4]。

## 隣の駅
東京急行電鉄
東横線
渋谷駅 - 並木橋駅 - 代官山駅